# Walckenaeria christae
Walckenaeria christae là một loài nhện trong họ Linyphiidae.
Loài này thuộc chi Walckenaeria. Walckenaeria christae được Jörg Wunderlich miêu tả năm 1995.